# Zeke
Zeke (sprich: 'Sieg') ist eine US-amerikanische Punk-’n’-Roll-Band aus Seattle.

## Bandgeschichte
Zeke veröffentlichten 1993 ihre erste Single mit dem Titel West Seattle Acid Party. Nach mehreren Alben auf dem Indielabel Scooch Pooch Records wechselte die Band 1998 zu Epitaph, wodurch sie besonders in den USA in der Punkrockszene bekannt wurde. Zurzeit sind sie bei Relapse Records unter Vertrag.
2003 lieferten sie in Zusammenarbeit mit dem Pearl-Jam-Sänger Eddie Vedder zwei Beiträge zum Ramones-Tribute We're A Happy Family.
Die Band veröffentlichte 2007 die EP Kings of the Highway. Neben den Titeln Lords of the Highway, Kings and Queens und Hay Bailer, ist auch ein Cover von GG Allins Song Die When You Die zu hören.

## Stil
Die Band spielt Punk mit mehr oder weniger starken Blues- und Metal-Einflüssen, weswegen sie oft mit Motörhead verglichen werden. Auf den früheren Veröffentlichungen tendierte der Klang eher in Richtung Punk, während die neueren Werke vermehrt Blues-Elemente besitzen. Ein weiteres Merkmal der Band sind extrem kurze Lieder (Teilweise nur wenig mehr als eine halbe Minute, z. B. God of GSXR, Maybe Someday) mit einem enorm hohen Tempo. Auch entwickelte sich die Band von einem eher höhenorientiertem Sound zu basslastigen Klängen weiter.

## Diskografie

### Studioalben
- 1994: Super Sound Racing (IFA) (Neuauflage durch Scooch Pooch 1995)
- 1996: Flat Tracker (Scooch Pooch)
- 1998: Kicked in the Teeth (Epitaph)
- 1999: True Crime (Dropkick)
- 1999: Pinstriping the Dutchman's Coffin: Von Dutch Tribute
- 2000: Dirty Sanchez (Epitaph)
- 2001: Death Alley (Aces and Eights)
- 2004: Til the Livin' End (Relapse)
- 2007: Kings of the Highway (Relapse)
- 2018: Hellbender (Relapse)

### Splits
- 2004: mit Disfear (Relapse)
- 2005: mit Peter Pan Speedrock (Bitzcore)

### Kompilationen (Auswahl)
- Free the West Memphis 3: A Benefit For...
- Punk-O-Rama Vol. 5
- Serial Killer Compilation
- A Fistful of Rock 'N Roll Vol. 1
- Punk-O-Rama Vol. 4: Straight Outta The Pit
- Punk-O-Rama Vol. 3
- Live at The Colourbox Vol. 2

### Live-Alben
- 1997: PIG (Live-Album)
- 2003: Live and Uncensored (Live-Album)

## Trivia
- Ihr Song Death Alley ist der Soundtrack zu Tony Hawk’s Pro Skater 4, der Titel Long Train Runnin’ zu Tony Hawk’s Underground 2, während Kill the King Tony Hawk’s Project 8 zu hören ist. Auch zu Project Gotham Racing steuerten sie Musik bei.
- Mitglieder der Bands Napalm Death, Voivod und Fear Factory sowie Musiker wie Hank Williams III und Duff McKagan wurden schon mit einem Zeke T-Shirt fotografiert.